# Regiunile Franței
Franța este împărțită în 18 regiuni (franceză régions): 12 dintre acestea sunt în partea continentală a Franței metropolitane, una este Corsica pe insula omonimă, (cu toate că strict vorbind, Corsica este o colectivitate teritorială nu o regiune dar este uzual considerată regiune) iar cinci regiuni sunt situate peste mări (franceză : outre mer). Aceste regiuni sunt subdivizate în departamente (franceză département).

## Lista regiunilor

Regiunile Franței

În 2014 Parlamentul francez a adoptat o lege care printr-o serie de fuziuni a redus numărul de regiuni metropolitane de la 22 la 13:
- Auvergne-Ron-Alpi
- Burgundia-Franche-Comté
- Bretania
- Centre-Val de Loire
- Corsica
- Grand Est
- Hauts-de-France
- Île-de-France
- Normandia
- Noua Aquitanie
- Occitania
- Pays de la Loire
- Provența-Alpi-Coasta-de-Azur

Cele cinci regiuni de peste mări formate dintr-un singur departament sunt:
- Guadelupa
- Martinica
- Guyana Franceză
- Réunion
- Mayotte

| Tip           | Regiune                             | Alte nume locale                                                                  | ISO    | INSEE No. | Capitală       | Suprafață (km2) | Populație  | Locuri în Consiliul Regional | Fosta regiune (până 2016)                 | Președintele Consiliului Regional | Locație |
| ------------- | ----------------------------------- | --------------------------------------------------------------------------------- | ------ | --------- | -------------- | --------------- | ---------- | ---------------------------- | ----------------------------------------- | --------------------------------- | ------- |
| Metropolitană | Auvergne-Ron-Alpi                   | occitană Auvèrnhe-Ròse-Aups                                                       | FR-ARA | 84        | Lyon           | 69,711          | 8.042.936  | 204                          | Auvergne Rhône-Alpes                      | Laurent Wauquiez (LR)             |         |
| Metropolitană | Bourgogne-Franche-Comté             |                                                                                   | FR-BFC | 27        | Dijon          | 47,784          | 2.805.580  | 100                          | Burgundia Franche-Comté                   | Marie-Guite Dufay (PS)            |         |
| Metropolitană | Bretania (Bretagne)                 | bretonă Breizh Gallo: Bertaèyn                                                    | FR-BRE | 53        | Rennes         | 27,208          | 3.354.854  | 83                           | neschimbată                               | Loïg Chesnais-Girard (PS)         |         |
| Metropolitană | Centre-Val de Loire                 |                                                                                   | FR-CVL | 24        | Orléans        | 39,151          | 2.573.180  | 77                           | neschimbată                               | François Bonneau (PS)             |         |
| Metropolitană | Corsica (Corse)                     |                                                                                   | FR-20R | 94        | Ajaccio        | 8,680           | 340.440    | 63                           | neschimbată                               | Jean-Guy Talamoni (CL)            |         |
| Metropolitană | Grand Est (Marele Est)              | germană Großer Osten                                                              | FR-GES | 44        | Strasbourg     | 57,441          | 5.556.219  | 169                          | Alsace Champagne-Ardenne Lorraine         | Jean Rottner (LR)                 |         |
| Metropolitană | Hauts-de-France (Franța Superioară) |                                                                                   | FR-HDF | 32        | Lille          | 31,806          | 6.004.947  | 170                          | Nord-Pas-de-Calais Picardia               | Xavier Bertrand (LR)              |         |
| Metropolitană | Île-de-France                       | bretonă Enez-Frañs                                                                | FR-IDF | 11        | Paris          | 12,011          | 12.988.888 | 209                          | neschimbată                               | Valérie Pécresse (LR)             |         |
| Metropolitană | Normandia                           | normandă: Normaundie bretonă Normandi                                             | FR-NOR | 28        | Rouen          | 29,907          | 3.325.032  | 102                          | Normandia Superioară Normandia Inferioară | Hervé Morin (LC)                  |         |
| Metropolitană | Nouvelle-Aquitaine (Noua Aquitanie) | occitană Nòva Aquitània / Nava Aquitània / Novela Aquitània bască Akitania Berria | FR-NAQ | 75        | Bordeaux       | 84,036          | 6.010.289  | 183                          | Aquitania Limousin Poitou-Charentes       | Alain Rousset (PS)                |         |
| Metropolitană | Occitania (Occitanie)               | occitană Occitània catalană Occitània                                             | FR-OCC | 76        | Toulouse       | 72,724          | 5.933.185  | 158                          | Languedoc-Roussillon Midi-Pyrénées        | Carole Delga (PS)                 |         |
| Metropolitană | Pays de la Loire (Țara Loarei)      | bretonă Broioù al Liger                                                           | FR-PDL | 52        | Nantes         | 32,082          | 3.806.461  | 93                           | neschimbată                               | Christelle Morançais (LR)         |         |
| Metropolitană | Provence-Alpes-Côte d'Azur          | provensală: Provença-Aups-Còsta d'Azur (Prouvènço-Aup-Costo d'Azur)               | FR-PAC | 93        | Marseille      | 31,400          | 5.081.101  | 123                          | neschimbată                               | Renaud Muselier (LR)              |         |
| De peste mări | Guadeloupe                          | creola antileză: Gwadloup                                                         | GP     | 01        | Basse-Terre    | 1,628           | 384.239    | 41                           | neschimbată                               | Ary Chalus (GUSR)                 |         |
| De peste mări | Guyana (Guyana Franceză)            |                                                                                   | GF     | 03        | Cayenne        | 83,534          | 281.678    | 51                           | neschimbată                               | Rodolphe Alexandre (PSG)          |         |
| De peste mări | La Réunion (Réunion)                | Reunion Creole: La Rényon                                                         | RE     | 04        | Saint-Denis    | 2,504           | 861.210    | 45                           | neschimbată                               | Didier Robert (LR)                |         |
| De peste mări | Martinique                          | creola antileză: Matinik                                                          | MQ     | 02        | Fort-de-France | 1,128           | 364.508    | 51                           | neschimbată                               | Claude Lise (RDM)                 |         |
| De peste mări | Mayotte                             | Shimaore: Maore Malagasy: Mahori                                                  | YT     | 06        | Mamoudzou      | 374             | 262.895    | 26                           | neschimbată                               | Soibahadine Ibrahim Ramadani (LR) |         |
|               |                                     |                                                                                   |        |           |                | 632,734         | 68,035,000 | 1,910                        |                                           |                                   |         |

## Rol
Regiunile nu au autonomie legislativă, dar pot percepe un anumit număr de taxe (care este deductibil din bugetul primit de la guvern), iar bugetele, deși mari dar nu extraordinar de mari, sunt administrate de un consiliu regional (franceză conseil régional) format din membri aleși prin sufragiu universal pe o durată de șase ani. Aceștia sunt aleși la nivelul departamentelor și au dreptul de a fi realeși. Aceștia aleg un președinte (franceză président du conseil régional) care, din 1986, dispune de putere executivă, a fost autorizat să recruteze personal pentru a constitui serviciile consiliului și este responsabil pentru votarea și executarea deciziilor bugetare.
Principala atribuție legală a consiliului regional este de a construi și finanța liceele. În plus, regiunile au posibilitatea de a investi în infrastructură — educație, sisteme de transport public și de a acorda ajutor universităților și antreprenorilor, precum și ajutor pentru cercetare. Din această cauză, președintele unei regiuni înstărite ca de exemplu Île-de-France sau Ron-Alpi poate fi o poziție foarte importantă.
Sunt, din timp în timp, discuții legate de acordarea autonomiei legislative regiunilor, dar aceste propuneri sunt controversate. Există de asemenea propuneri legate de suprimarea consiliilor generale de la nivelul departamentelor și înglobarea activităților acestora, așa încât departamentele să aibă doar rolul de subdiviziuni administrative.

## Lista regiunilor până în 2016
| 1. Alsacia 2. Aquitania 3. Auvergne 4. Normandia de Jos 5. Bourgogne 6. Bretania 7. Centru 8. Champagne-Ardenne 9. Corsica (statut special) 10. Franche-Comté 11. Normandia de Sus | 1. Île-de-France 2. Languedoc-Roussillon 3. Limousin 4. Lorena 5. Midi-Pirinei 6. Nord-Pas de Calais 7. Pays de la Loire 8. Picardia 9. Poitou-Charentes 10. Provence-Alpi-Coasta de Azur 11. Ron-Alpi |  |

- Regiuni care sunt de asemenea departament de peste mări (franceză Département d'outre-mer - DOM), fiecare dintre ele fiind alcătuite dintr-un singur departament: 
  - 23 Guadelupa
  - 24 Martinica
  - 25 Guyana Franceză
  - 26 Réunion

| Zonă | Cod INSEE                                | Cod ISO 3166-2                           | Regiune                                  | Capitala regiunii                        | Departamente                   |
| ---- | ---------------------------------------- | ---------------------------------------- | ---------------------------------------- | ---------------------------------------- | ------------------------------ |
| 1    | Île-de-France                            | Île-de-France                            | Île-de-France                            | Île-de-France                            |                                |
| 1    | 11                                       | FR-J                                     | Île-de-France                            | Paris                                    | 75, 77, 78, 91, 92, 93, 94, 95 |
| 2    | Regiuni din zona Centru-Nord             | Regiuni din zona Centru-Nord             | Regiuni din zona Centru-Nord             | Regiuni din zona Centru-Nord             |                                |
| 2    | 21                                       | FR-G                                     | Champagne-Ardenne                        | Châlons-en-Champagne                     | 51, 08, 10, 52                 |
| 2    | 22                                       | FR-S                                     | Picardia                                 | Amiens                                   | 80, 02, 60                     |
| 2    | 23                                       | FR-Q                                     | Normandia de Sus                         | Rouen                                    | 76, 27                         |
| 2    | 24                                       | FR-F                                     | Centru                                   | Orléans                                  | 45, 18, 28, 36, 37, 41         |
| 2    | 25                                       | FR-P                                     | Normandia de Jos                         | Caen                                     | 14, 50, 61                     |
| 2    | 26                                       | FR-D                                     | Bourgogne                                | Dijon                                    | 21, 58, 71, 89                 |
| 3    | Nord-Pas-de-Calais                       | Nord-Pas-de-Calais                       | Nord-Pas-de-Calais                       | Nord-Pas-de-Calais                       |                                |
| 3    | 31                                       | FR-O                                     | Nord-Pas de Calais                       | Lille                                    | 59, 62                         |
| 4    | Regiuni din zona de Est                  | Regiuni din zona de Est                  | Regiuni din zona de Est                  | Regiuni din zona de Est                  |                                |
| 4    | 41                                       | FR-M                                     | Lorena                                   | Metz                                     | 57, 54, 55, 88                 |
| 4    | 42                                       | FR-A                                     | Alsacia                                  | Strasbourg                               | 67, 68                         |
| 4    | 43                                       | FR-I                                     | Franche-Comté                            | Besançon                                 | 25, 39, 70, 90                 |
| 5    | Regiuni din zona de Nord-Vest, Atlantice | Regiuni din zona de Nord-Vest, Atlantice | Regiuni din zona de Nord-Vest, Atlantice | Regiuni din zona de Nord-Vest, Atlantice |                                |
| 5    | 52                                       | FR-R                                     | Pays de la Loire                         | Nantes                                   | 44, 49, 53, 72, 85             |
| 5    | 53                                       | FR-E                                     | Bretania                                 | Rennes                                   | 35, 22, 29, 56                 |
| 5    | 54                                       | FR-T                                     | Poitou-Charentes                         | Poitiers                                 | 86, 16, 17, 79                 |
| 7    | Regiuni din zona de Sud-Vest             | Regiuni din zona de Sud-Vest             | Regiuni din zona de Sud-Vest             | Regiuni din zona de Sud-Vest             |                                |
| 7    | 72                                       | FR-B                                     | Aquitania                                | Bordeaux                                 | 33, 24, 40, 47, 64             |
| 7    | 73                                       | FR-N                                     | Midi-Pirinei                             | Toulouse                                 | 31, 09, 12, 32, 46, 65, 81, 82 |
| 7    | 74                                       | FR-L                                     | Limousin                                 | Limoges                                  | 87, 19, 23                     |
| 8    | Regions din zona Centru-Sud              | Regions din zona Centru-Sud              | Regions din zona Centru-Sud              | Regions din zona Centru-Sud              |                                |
| 8    | 82                                       | FR-V                                     | Ron-Alpi                                 | Lyon                                     | 69, 01, 07, 26, 38, 42, 73, 74 |
| 8    | 83                                       | FR-C                                     | Auvergne                                 | Clermont-Ferrand                         | 63, 03, 15, 43                 |
| 9    | Regiuni din zona de Sud, Mediterraneene  | Regiuni din zona de Sud, Mediterraneene  | Regiuni din zona de Sud, Mediterraneene  | Regiuni din zona de Sud, Mediterraneene  |                                |
| 9    | 91                                       | FR-K                                     | Languedoc-Roussillon                     | Montpellier                              | 34, 11, 30, 48, 66             |
| 9    | 93                                       | FR-U                                     | Provence-Alpi-Coasta de Azur             | Marseille                                | 13, 04, 05, 06, 83, 84         |
| 9    | 94                                       | FR-H                                     | Corsica                                  | Ajaccio                                  | 2A, 2B                         |
| 0    | Regiuni de peste mări                    | Regiuni de peste mări                    | Regiuni de peste mări                    | Regiuni de peste mări                    |                                |
| 0    | 01                                       | GP                                       | Guadelupa                                | Basse-Terre                              | 971                            |
| 0    | 02                                       | MQ                                       | Martinica                                | Fort-de-France                           | 972                            |
| 0    | 03                                       | GF                                       | Guyana Franceză                          | Cayenne                                  | 973                            |
| 0    | 04                                       | RE                                       | Réunion                                  | Saint-Denis                              | 974                            |

În Franța continentală, excluzând Corsica, până în 2016 suprafața medie a unei regiuni era de 25,809 km², ceea ce reprezenta aproximativ o cincime din suprafața medie a statelor americane, dar cu 28% mai mult decât suprafața medie a landurilor Germaniei și cu 67% mai mult decât suprafața medie a regiunilor Angliei.
În 2004, populația medie a unei regiuni din Franța continentală era de 2.329.000 locuitori, jumătate din populația unei regiuni engleze sau a unui stat american și trei sferturi din populația medie a unui land german. Numărul mediu de departamente ale unei regiuni din Franța continentală era de patru.